# Oleg Lavrentiev
Oleg Alexandrovich Lavrentiev (em russo:  Оле́г Алекса́ндрович Лавре́нтьев; Pskov, Rússia, 7 de julho de 1926 — Carcóvia, Ucrânia, 10 de fevereiro de 2011) foi um físico ucraniano, russo e soviético que fez contribuições para a pesquisa de fusão termonuclear.

## Biografia
Nasceu em Pskov, em uma família de camponeses. Seu pai, Alexander, estudou 2 anos em uma escola paroquial, e trabalhou em uma fábrica em Pskov, e sua mãe, Alexandra, estudou durante 4 anos e trabalhou como enfermeira.
Durante a Segunda Guerra Mundial foi voluntário no front aos 18 anos. Participou das batalhas para a libertação dos Países Bálticos (1944–1945), transferido para o Sakhalin Military District, e continuou o serviço militar em Poronaisk.

## A bomba de hidrogênio e a fusão controlada
Enquanto na 7ª série (em 1941), após a leitura de "Introdução à Física Nuclear", mostrou interesse neste tópico. Enquanto nas forças armadas em na ilha Sacalina Lavrentiev instruiu-se por cont própria, usando a biblioteca de literatura técnica e livros didáticos do colégio. Com seu parco soldo militar assinou o periódico Uspekhi Fizicheskikh Nauk (Advances in Physical Science. Em 1948 Lavrentiev foi instruído a preparar uma palestra sobre física nuclear. Com apenas alguns dias para se preparar, teve tempo de repensar o problema e escreveu uma carta ao Comitê Central do Partido Comunista da União Soviética. De Moscou veio uma ordem para criar para ele uma atmosfera onde ele pudesse trabalhar. Em uma sala reservada dedicada a ele, escreveu seu primeiro artigo, que enviou em julho de 1950 via correio secreto ao departamento de engenharia de equipamentos pesados do Comitê Central.
Sua proposta consistia em duas partes. Primeiramente, ele propôs a implementação de uma bomba de hidrogênio, baseada em deutério de lítio. Na segunda parte de seu trabalho descreve como obter eletricidade a partir de uma reação termonuclear controlada. Andrei Sakharov revisou seu trabalho e escreveu em uma revisão o seguinte:

... I think we need a detailed discussion of comrade Lavrentiev's draft proposal.  Regardless of the outcome of the discussion now is the time to note the creative initiative of the author. "

Em 1950 Lavrentiev foi desmobilizado do exército e seguiu para Moscou, para trabalhar no Departamento de Física da Universidade Estatal de Moscou. Poucos meses depois foi convocado ao ministro do instrumento de medição (a indústria nuclear) V.A. Makhnev, e alguns dias depois ao Kremlin, ao presidente de um comitê ad hoc sobre armas atômicas e de hidrogênio, Lavrenti Beria.
Após o encontro com Beria, Lavrentiev recebeu um quarto na nova casa e uma bolsa de estudos. Foi autorizado a assistir aulas à vontade e solicitar literatura científica sob demanda.
Em maio de 1951 Lavrentiev teve acesso ao recém-inaugurado programa estatal de pesquisa de fusão (Laboratório de instrumentação da União Soviética, atualmente Instituto Kurchatov), onde a pesquisa foi realizada em física de plasma de alta temperatura classificada como top-secret. Já havia testes e desenvolvimentos contínuos das idéias de Andrei Sakharov e Igor Tamm para o reator de fusão.
Em 12 de agosto de 1953 a União Soviética testou uma ogiva termonuclear baseada no deutério de lítio. Ao contrário de outros participantes no desenvolvimento de novas armas que receberam prêmios estatais, classificações e prêmios, Lavrentiev foi proibido de entrar no laboratório, e foi forçado a escrever um projeto de tese sem acesso ao laboratório e sem um consultor científico. No entanto, ele se formou com honras com base em seu trabalho teórico sobre a fusão termonuclear controlada.
Na primavera de 1956 Lavrentiev foi enviado para a Escola de Física Teórica de Carcóvia (KIPT) e apresentou seu relatório sobre a teoria das armadilhas eletromagnéticas ao diretor do Instituto Cyril Sinelnikov. Em 1958 a KIPT construiu a primeira armadilha eletromagnética.

## Restaurando a primazia
Em agosto de 2001 o periódico "Uspekhi Fizicheskikh Nauk" publicou a biografia de Lavrentiev; sua proposta que foi enviada da ilha  Sacalina, em 29 de julho de 1950; a revisão de Sakharov e as ordens de Beria, que foram mantidas nos arquivos do presidente da Federação Russa, designadas como secretas. Isso restabeleceu a primazia de sua realização científica.